# 藤原行実
藤原 行実（ふじわら の ゆきざね）は、平安時代後期の貴族。藤原北家良世流、美濃守・藤原行房の長男。官位は正四位下・武蔵守。

## 経歴
白河天皇の御世である永保4年（1084年）蔵人に補され、天皇に近侍する。翌年右衛門権少尉に任ぜられ、寛治2年（1088年）従五位下・淡路守に叙任される。
白河天皇の譲位した応徳2年11月（1087年1月）に院判代官に補任されており、院近臣的な立場として活躍したと思われる。寛治4年（1090年）従五位上、さらに正五位下に進み、寛治5年（1091年）甲斐守に遷る。寛治8年（1094年）従四位下に叙され、上皇の寵愛した媞子内親王（郁芳門院）の昇殿を聴される。嘉保3年（1096年）従四位上、康和2年（1100年）さらに正四位下に進むなど急速に昇進した。この間の承徳元年12月（1098年1月）に路頭で流人源仲宗の郎等・藤原則忠に刃傷される。
康和5年（1103年）白河上皇の尊勝寺の造宮費を寄進した功として武蔵守に任ぜられる。しかし、半年後の8月13日の夕方に卒去。最終官位は正四位下行武蔵守。

## 官歴
※以下、註釈がないものは『本朝世紀』の記載に従う。
- 永保4年（1084年）正月11日：蔵人所雑色を以て蔵人に補す。
- 応徳2年（1085年）2月15日：右衛門権少尉に任ず。
- 応徳3年（1086年）2月3日：検非違使宣旨を蒙る。11月：院判代官と為す。
- 寛治2年（1088年）正月19日：従五位下に叙す。正月25日：淡路守と為す（白河上皇御給）。
- 寛治4年（1090年）正月5日：従五位上を授く。4月20日：正五位下に叙す。
- 寛治5年（1091年）8月6日：甲斐守に遷任す。
- 寛治8年（1094年）2月22日：従四位下を授く。3月19日：郁芳門院昇殿[4]。
- 嘉保3年（1096年）正月11日：従四位上を授く。
- 康和2年（1100年）6月19日：正四位下を授く。
- 康和5年（1103年）2月29日：武蔵守に任ず（依造尊勝寺之功）。8月13日：卒去。

## 系譜
- 父：藤原行房
- 母：高階経重の娘
- 妻：源頼綱の娘
  - 男子：藤原行佐（?-?）
- 生母不明の子女
  - 男子：藤原俊恒
  - 男子：藤原邦佐
  - 男子：藤原忠行
  - 男子：応実
  - 女子：藤原宗能室
  - 女子：[5]